# Ptychopteromorpha
Ptychopteromorpha es un infraorden de dípteros nematóceros que incluye dos familias. Anteriormente se lo incluía en el infraorden Tipulomorpha, pero no parecen estar relacionados; las similitudes son sólo superficiales (cuerpos delgados, largas patas).